# Kołbiel (gmina)
Kołbiel (dawniej gmina Rudno) – gmina wiejska w województwie mazowieckim, w powiecie otwockim. W latach 1975–1998 gmina położona była w województwie siedleckim.
Siedziba gminy to Kołbiel.
Według danych z 31 grudnia 2012 gminę zamieszkiwały 8089 osób, a 31 grudnia 2019 już 8230 osób.

## Jednostki pomocnicze gminy
Administracyjnie w gminie utworzono 29 sołectw:

- Antoninek
- Bocian
- Borków
- Chrosna
- Chrząszczówka
- Człekówka
- Dobrzyniec
- Gadka
- Głupianka
- Gózd
- Karpiska
- Kąty
- Kołbiel
- Lubice (dwa sołectwa)
- Nowa Wieś
- Oleksin
- Podgórzno
- Radachówka
- Rudno
- Rudzienko
- Sępochów
- Siwianka
- Skorupy
- Stara Wieś Druga
- Sufczyn
- Teresin
- Władzin
- Wola Sufczyńska

## Struktura powierzchni
Według danych z roku 2002 gmina Kołbiel ma obszar 106,5 km², w tym:
- użytki rolne: 71,5%
- użytki leśne: 19,9%
- tereny zabudowane, drogi i nieużytki: 8,6%

Gmina stanowi 17,3% powierzchni powiatu.

## Demografia
Dane z 31 grudnia 2012:
| Opis                              | Ogółem | Ogółem | Kobiety | Kobiety | Mężczyźni | Mężczyźni |
| --------------------------------- | ------ | ------ | ------- | ------- | --------- | --------- |
| jednostka                         | osób   | %      | osób    | %       | osób      | %         |
| populacja                         | 8111   | 100    | 4110    | 50,7    | 4001      | 49,3      |
| gęstość zaludnienia (mieszk./km²) | 76,2   | 76,2   | 38,6    | 38,6    | 37,6      | 37,6      |

- Piramida wieku mieszkańców gminy Kołbiel w 2014 roku[7]

## Ochotnicze Straże Pożarne

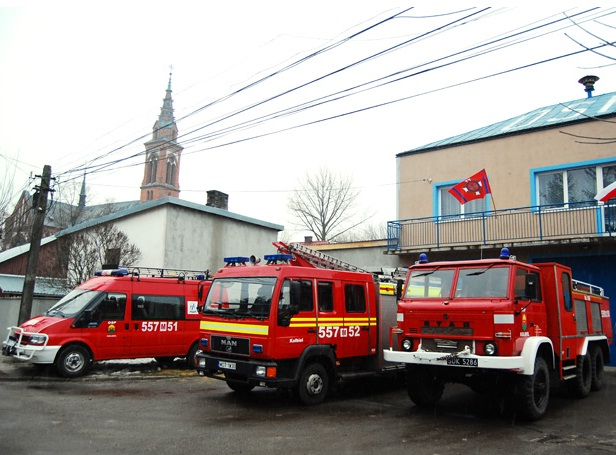
Budynek OSP w Kołbieli

W gminie funkcjonuje 13 jednostek ochotniczej straży pożarnej. Są to:
| - OSP w Chrosnie, - OSP w Gadce, - OSP w Głupiankach, - OSP w Góździe, - OSP w Kątach, | - OSP w Kołbieli, - OSP w Lubicach, - OSP w Rudnie, - OSP w Rudzienku, - OSP w Sępochowie, | - OSP w Sufczynie, - OSP w Teresinie, - OSP we Władzinie. |

## Władze gminy
| Przewodniczący Rady Gminy: - Mieczysław Nowak (1998-2002) - Adam Rosłaniec (2002–2006) - Adam Rosłaniec (2006–2010) - Waldemar Kloch (2010-2018) - Robert Mazek (2018-2024) - Konrad Kurdej (od 2024) | Wójtowie Kołbieli: - Czesław Mazek (1998-2002) - Adam Ryszard Budyta (2002-2024) - Sylwester Winek (od 2024) |

## Sąsiednie gminy
Celestynów, Mińsk Mazowiecki, Osieck, Pilawa, Siennica, Wiązowna

## Zabytki[8]
- Dwór w Dobrzyńcu
- Pałac Zamoyskich w Kołbieli
- Kościół Świętej Trójcy w Kołbieli
- Kaplica Zamoyskich w Kołbieli
- Pałac w Rudnie
- Kaplica powołania Matki Boskiej Częstochowskiej w Radachówce
- Dwór w Sufczynie